# De Heemen (Westerwolde)
De Heemen is een buurt in de Nederlandse gemeente Westerwolde in het oosten van de provincie Groningen. Het ligt direct ten oosten van Blijham. Nu staat hier de Heemhoeve.
De Heemen bestond oorspronkelijk uit vier bij elkaar liggende boerderijen op een tweeënhalf tot drie meter hoge wierde, die volgens een bericht van de schoolmeester van Blijham uit 1828 uit mest was opgebouwd. De buurt ligt op een rivierduin langs de Westerwoldse Aa. Op een kaart uit 1590 wordt ter plaatse een boerderij Pielzheem vermeld, elders ook Pijls heerdt genoemd. Deze naam is mogelijk ontleend aan de familienaam Pijl (1498).
Drie boerderijen met 72 akkers land te De Heemen waren eigendom van de pastorie van Winschoten en mogelijk eerder van de Abdij van Corvey, die de voogdijrechten van Winschoten bezat.
Direct ten zuiden van de buurt ligt het streekje Voorwold dat al genoemd wordt in 1470 als de stad Groningen en Egge Addinga het eigendom ervan betwisten. Hier stonden in de 18e en begin 19e eeuw drie boerenplaatsen, die sindsdien wat naar het noorden zijn verplaatst.
De Heemen is ook een buurtschap bij Woldendorp.
Dorpen: Barnflair · Bellingwolde · Blijham · Bourtange · Jipsingboertange · Oudeschans · Over de Dijk · Sellingen · Ter Apel · Ter Apelkanaal · Veelerveen · Vlagtwedde · Vriescheloo · Wedde · Wedderheide · Zandberg (deels)

Buurtschappen: Agodorp · Borgertange · Borgerveld · Bovenstreek · De Bouwte · De Bruil · De Bult · Den Ham · De Heemen · De Lethe · De Maten · De Oerde · De Straat (Engelkes) · Draaijerij · Ellersinghuizen · Hanetange · Harpel · Hoorn · Hoornderveen · Jipsingboermussel · Jipsinghuizen · Kielhuppen · Klein-Ulsda · Klontjebuurt · Koudehoek · Lammerweg · Laude · Lauderbeetse · Lauderzwarteveen · Laudermarke · Leemdobben · Lieskemeer · Loosterheide · Lutje Ham · Lutjeloo · Morige · Munnekemoer · Nienoordstreekje · Oosteinde · Overdiep · Pallert · Plaggenborg · Poldert · Renneborg · Rhederbrug · Rhederveld · Rijsdam · Roelage · 't Schot · Sellingerbeetse · Sellingerzwarteveen · Slegge · Stakenborg · Stobben · Ter Borg · Ter Haar · Ter Walslage · Ter Wisch · Tjabbesstreek · Veele · Veendijk · Veerste Veldhuis · Verbindingsweg · Vlagtwedder-Veldhuis · Vogelzang · Voorwold · Wedderbergen · Wedderveer · Weende · Weite · Wessingtange · Westeind · De Westert · Winschoterhogebrug (deels) · Winschoterzijl (deels) · Wollingboermarke · Wollinghuizen · Zuidveld · Zandstroom

Groningen: Steden en dorpen      Nederland: Provincies · Gemeenten